# ISOHDFS 27
ISOHDFS 27 هي مجرة حلزونية في كوكبة الطوقان، وأضخم مجرة معروفة حتى الآن في حقل هابل العميق الجنوبي بقطر 130,000 سنة ضوئية (40,000 فرسخ فلكي) وتبعد حوالي 6 مليارات سنة ضوئية عن الأرض. وتقدر كتلتها بما يعادل 1.04×1012 (M☉) كتلة شمسية.